# 加茂村 (兵庫県三原郡)
加茂村（かもむら）は、兵庫県三原郡にあった村。現在の洲本市中心部の西方、洲本川の中流域（下加茂一丁目-下加茂二丁目、下加茂、桑間一丁目、桑間、上加茂、下内膳、上内膳、奥畑）にあたる。

## 地理
- 山岳：先山
- 河川：洲本川、奥畑川

## 歴史
- 1889年（明治22年）4月1日 - 町村制の施行により、内膳村・加茂村の区域をもって発足。
- 1933年（昭和8年）4月1日 - 津名郡洲本町に編入。同日加茂村廃止。

## 交通

### 鉄道路線
- 淡路交通鉄道線：先山駅 - 二本松駅

旧村域には後に下加茂駅が設置されているが、当時は未開業。

### 道路
- 国道28号

現在は旧村域を神戸淡路鳴門自動車道が通過するが、当時は未開通。